# مالكوم أوكونور
مالكوم أوكونور (بالإنجليزية: Malcolm O'Connor)‏ (25 أبريل 1965 في المملكة المتحدة - ) هو لاعب كرة قدم بريطاني في مركز الهجوم. لعب مع نادي روتشديل ونادي هايد إف سي وCurzon Ashton F.C. ‏ ونورثويتش فيكتوريا.